# 바람의 노래를 들어라
《바람의 노래를 들어라》(일본어: 風の歌を聴け)는 무라카미 하루키의 1979년작 중편소설로, 그의 데뷔작이다. 하루키는 이 소설로 군조 신인상을 수상하며 작가로 등단하였다.
대한민국에는 90년대에 한양출판, 열림원 등에서 출간되었으나 2000년대 이후로 절판된 상태이며, 현재는 문학사상의 윤성원 역본이 간행중이다.

## 줄거리
1979년 29세가 된 주인공 '나'는, 평소 영향을 많이 받은 미국 작가 '데릭 하트필드'를 생각한다. 그리고 1970년 8월 8일부터 8월 26일까지, 18일간의 이야기를 시작한다. 당시 '나'는 도쿄에서 대학을 다니다가, 여름방학을 틈타 고향에 되돌아온 참이었다.
'나'는 대학교 1학년 때 만난 친구 '쥐'와 그 여름 내내 제이스 바에서 술을 마시는 나날을 보낸다. 어느날 쥐 없이 혼자 맥주를 마시다가, 화장실에서 정신을 잃고 바닥에 쓰러진 여자를 발견한다. 여자는 왼쪽 새끼손가락이 없었다. '나'는 여자를 그녀의 집까지 데리고 간다. 그리고 걱정이 되어 그녀의 집에서 하룻밤을 묵는다. 다음날 아침 잠에서 깬 여자는 자기 옆에서 잠을 잔 '나'를 불쾌해 하며 일을 하러 간다.
일주일이 지나 아무 목적 없이 길거리를 거닐던 '나'는 우연히 눈에 띈 레코드 가게에 들어간다. 그곳에서 종업원으로 일하고 있던 여자를 다시 만난다. '나'는 여자에게 같이 밥을 먹자고 하지만 여자는 거절한다. 며칠이 지나 여자에게서 전화가 와서, 자기가 너무 무례했던 것 같다며 사과한다. 이후 서로 만나 이야기를 하며 '나'와 여자는 친해진다.
여자는 일주일 정도 여행을 다녀온 뒤, '나'를 만나 같이 밥을 먹고 산책을 한다. 항구 근처 창고지에서 풍경을 말없이 바라보던 여자는 '나'에게, '혼자 있을 때 여러 사람이 내게 말을 거는 소리가 들린다'고 고백한다. 여자는 눈물을 흘리고 '나'는 그런 여자를 위로해준다.
'나'와 여자는 그 길로 헤어진다. 도쿄로 돌아간 '나'가 학기를 마치고 겨울에 다시 돌아오니, 여자는 어딘가로 이사를 가버렸다. '나'는 그 이후로 여자를 만나지 못했다고 전한다. '나'는 이후 결혼을 하고, 도쿄에 살게 된다. 쥐는 매년 소설을 써서 '나'에게로 보내온다.

## 등장인물
- 나(僕): 주인공. 도쿄에서 대학을 다니며 생물학을 전공한다. 스물한 살이 될 때까지 세 명의 여자친구를 사귀었다. 첫 번째는 고등학교 때 잠깐 사귀었던 여자아이였다. 두 번째는 지하철 역에서 우연히 만난 히피 여자아이로, '나'의 집에서 일주일 정도 머무르다 '징그러운 놈'이란 메모를 남기고 사라졌다. 세 번째는 대학에서 만난 불문과 여학생이었는데 봄방학 때 학교 부지 숲에서 목을 매달아 자살했다.

- 쥐(鼠): 대학교 1학년 때 만난 '나'의 친구. 여름 내내 '나'와 술을 마신다. '쥐'는 별명으로 오래 전부터 그렇게 불렸으며, 이유는 본인도 잊어버렸다고 한다. 부유한 집안에서 자랐지만, 본인은 부자들을 혐오해서 매번 술자리에서 부자들을 욕한다. 여름 이후로 소설을 쓰기 시작한다.

- 제이(ジェイ): '나'와 쥐가 단골인 '제이스 바'의 바텐더.

- 왼쪽 손에 새끼손가락이 없는 여자(小指のない女の子): 제이스 바에서 술에 취해 자고 있다가 '나'에게 발견된다. 이후로 '나'와 몇 번 만나며 개인사를 털어놓는다. 레코드 가게에서 일하고 있다. 8살 때 진공청소기 모터에 손이 끼어 손가락이 잘려나갔다고 한다.

- 데릭 하트필드(デレク・ハートフィールド): '나'가 지대한 영향을 받은 미국 작가. 1909년 오하이오주 출생. 모험소설과 괴기소설을 주로 썼으며 대표작은 42편에 달하는 '모험가 월드' 시리즈. 1938년 엠파이어 스테이트 빌딩 옥상에서 뛰어내려 자살했다. 소설 전반에서 꾸준히 언급되는데, 실은 작가가 만들어낸 허구의 인물이다. 소설을 읽고 실존하는 작가인 줄 알고 데릭 하트필드를 찾아본 사람이 적지 않다. 특히 본 소설이 발간된 80년대 당시에는 인터넷도 널리 퍼지지 않았던 터라, 도서관 등지에 하트필드의 책을 찾으려고 온 사람들이 많아 사서를 곤란하게 했다고 한다.